# 何康
何康（か こう、1923年2月 - 2021年7月3日）は、中華人民共和国の政治家。1983年から1990年まで農牧漁業部長を務め、その間、農業改革を推進した。その功績により1993年、世界食糧賞（World Food Prize）を授与されている。

## 経歴
1939年、中国共産党に入党し、中華人民共和国建国後は、農業分野で指導的役割を果たした。1983年、農牧漁業部長に就任すると、農業改革を推進し、1980年代の中国における農業生産を8％増大させた。また、農業研究所を設立するなど、農業行政分野での活躍が評価され、1993年、世界食糧賞を授与された。
部長退任後は、全国人民代表大会常務委員会委員となり、農業関係立法等の研究に尽力した。また、国際連合の食糧関係組織顧問を務めている。
2021年7月3日に北京市で死去した。享年98。